# Psalterium Sinaiticum

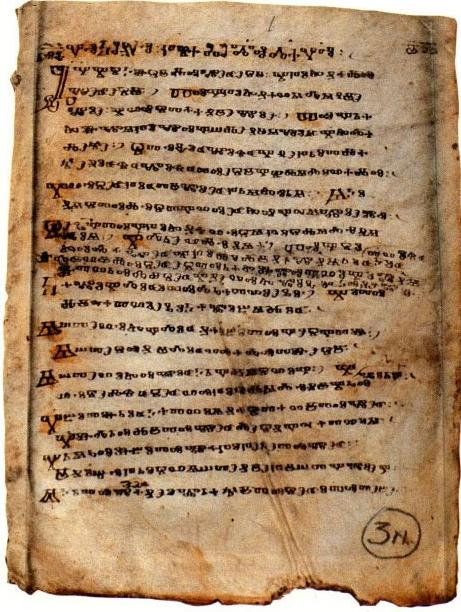
Fol. 1r

Das Psalterium Sinaiticum ist eine Handschrift in altbulgarischer Sprache in glagolitischer Schrift aus dem 11. Jahrhundert. Sie entstand wahrscheinlich im Bulgarischen Reich.
Die Handschrift enthält 209 Pergamentblätter mit den 151 Psalmen, dazu das Vaterunser, sowie 15 Hymnen (Cantica, Doxologia maior).
Der Text folgt der griechischen Septuaginta. Er enthält einige Gräzismen und frühe archaische altslawische Wortformen, außerdem einige kyrillische Buchstaben.
Die Handschrift war wahrscheinlich die Abschrift einer Vorlage, die für die Missionstätigkeit von Kyrill und Method in verschiedenen slawischsprachigen Gebieten entstanden war.
1850 entdecke Archimandrit Porphyrius Uspenski im Katharinenkloster auf der Sinai-Halbinsel 177 Blätter; 1975 entdeckte Mosche Altmann weitere 32 Blätter bei Renovierungsarbeiten in demselben Kloster.

## Ausgaben
- Digitalisat der ersten 177 Blätter (Ps. 1–137)
- Geitler L., Psalterium. glagolski spomenik manastira Sinai brda. Jugoslavenske akademije znanosti i umjetnosti. Wien, 1883
- С. Н. Северьянов: Синайская псалтырь. Глаголический памятник XI в. Пг., 1922.
- М. Altbauer, Psalterium Sinaiticum, an 11th Century Glagolitic Manuscript from St. Catharine's Monastery, Mt. Sinai. Skopje, 1971.
- P. Fetková u. a. (Hg.): Psalterii Sinaitici pars nova (monasterii s. Catharinae codex slav. 2/N). Österr. Akademie der Wissenschaften, Wien, 1997.